# Wilfrid Fox Napier
Pour les articles homonymes, voir Napier.
Wilfrid Fox Napier, né le 8 mars 1941 à Swartberg en Afrique du Sud, est un cardinal sud-africain, franciscain et archevêque de Durban de 1992 à 2021.

## Biographie

### Prêtre
Wilfrid Fox Napier est diplômé en latin et anglais de l'université nationale d'Irlande à Galway en 1964 et trente ans plus tard obtient un master en philosophie et théologie à l'université catholique de Louvain en Belgique en 1995.
Il est ordonné prêtre le 25 juillet 1970 pour l'ordre des frères mineurs (franciscains).
De retour dans son pays il a exercé son ministère sacerdotal en paroisse.

### Évêque
Nommé évêque de Kokstad (en) en Afrique du Sud le 29 novembre 1980, il a été consacré le 28 février 1981. 
Du 29 mars 1992 au 9 juin 2021, il est archevêque de Durban.
Il préside à nouveau la Conférence des évêques d'Afrique du Sud depuis 1999 après avoir déjà assumé cette fonction de 1987 à 1994.

### Cardinal
Jean-Paul II le crée cardinal lors du consistoire du 21 février 2001 avec le titre de cardinal-prêtre de San Francesco d’Assisi ad Acilia. Il participe aux conclaves de 2005 et de 2013 qui élisent respectivement les papes Benoît XVI et François.
Au sein de la Curie romaine, il est également membre de la Congrégation pour l'évangélisation des peuples, de la Congrégation pour les Instituts de vie consacrée et les Sociétés de vie apostolique et du Conseil pontifical pour la culture.
Le 8 mars 2014, il est nommé membre pour cinq années au conseil pour l'économie. Le 25 novembre de la même année il est nommé président délégué pour la XIVe assemblée générale ordinaire du synode des évêques qui se tiendra en octobre 2015, sa nomination est vue comme un rééquilibrage de la présidence du synode en effet celle-ci n'était pas constituée d'Africain avant sa nomination,.
Il atteint la limite d'âge le 8 mars 2021, ce qui l'empêche de participer aux votes du prochain conclave.